# À notre regrettable époux
Pour plus de détails, voir Fiche technique et Distribution.
À notre regrettable époux est une comédie policière française, réalisée par Serge Korber, sortie en 1988.

## Synopsis
Dans son château tombant quelque peu en ruines, Hermione apprend le décès de son mari. Elle apprend du même coup qu’il était un grand escroc, bigame de surcroît, ayant dérobé une grande quantité de lingots d’or. Hermione et quelques personnes peu fréquentables se mettent à la recherche de ce trésor dans le château. Pour cela, ils vont être obligés de déterrer et ré-enterrer le corps du feu mari de Madame... sans compter ceux de quelques autres défunts, victimes de leur curiosité. 

## Fiche technique
- Titre : À notre regrettable époux
- Réalisation : Serge Korber, assisté d'Alain Nauroy
- Scénario : Serge Korber, Christian Watton
- Dialogues : Christian Watton
- Sociétés de production : Les Productions du Daunou et TF1 Films Production
- Musique : Alain Goraguer
- Photographie : Jean Rabier
- Montage : Marie-Claire Korber
- Décors : André Levasseur
- Son : Guy Villette
- Pays de production : France
- Durée : 92 minutes
- Genre : Comédie policière
- Date de sortie : 
  - France : 24 février 1988
- Affiche : Jouineau Bourduge (France)

## Distribution
- Jacqueline Maillan : Hermione
- Alida Valli : Catarina
- Jacques Dufilho : Roméo
- Pierre Tornade : Maître Radetsky, le notaire
- Jean-Pierre Aumont : Alexandre Mouton-Sabrac
- Hubert Deschamps : l'imprimeur
- Francis Lemaire : les triplés Bel (crédité au générique sous le nom de Francis Le Maire)
- Pierre Belot
- Carlo De Mejo : Mercanton, le gendarme
- Marc Dudicourt : le curé
- Christian Erickson (en)
- Billy Kearns : l'inspecteur de police new-yorkais
- Jean-Claude Massoulier : Brou
- Henri Marteau : Henri
- Mario Pecqueur
- Jean-Paul Queret : Marcel
- Robert Rollis : l'agent de transit